# ديان غيريرو
ديان غيريرو (بالإنجليزية: Diane Guerrero) (من مواليد 21 يوليو 1986، باساييك في نيوجيرسي) ممثلة وكاتبة أمريكية شاركت في عدة أفلام ومُسلسلات أبرزُها كان لعبها دور سجينة تُدعى «ماريتزا راموس» في مُسلسل نتفليكس البرتقالي هو الأسود الجديد وتمثيلها لدور «لينا» في مُسلسل جين العذراء. نشأت غيريرو في بوسطن وبقيت هناك بعد ترحيل باقي أفراد عائلتها إلى كولومبيا، ولذلك أصبحت من الدعاة إلى إصلاح قوانين الهجرة [الإنجليزية] في الولايات المُتحدة. ساهم دورها في مُسلسل البرتقالي هو الأسود الجديد في فوز المُسلسل لثلاث سنوات مُتتالية بجائزة نقابة مُمثلي الشاشة لأفضل أداء جماعي مُتميز في مُسلسل كوميدي. ألفت غيريرو سنة 2016 كتاب مُذكرات حمل عنوان «في البلد الذي نحب: عائلتي مقسمة»، سردت فيه قصة احتجاز والديها وترحيلهما إلى كولومبيا عندما كانت تبلغ من العمر أربعة عشر سنة. تُؤدي ديان حاليا دور «جين المجنونة» في مُسلسل دوم باترول الذي يندرج ضمن عالم دي سي.

## طفولتها وبداياتها
ازدادت غيريرو يوم 21 يوليو 1986 في مدينة باساييك في ولاية نيوجيرسي لأبوين كولومبيين، ونشأت في مدينة بوسطن في ولاية ماساتشوستس. كونها الفرد الوحيد في عائلتها الذي كان يتمتع بالجنسية الأمريكية، بقيت ديان في الولايات المتحدة، بينما رُحل والداها وشقيقها الأكبر إلى كولومبيا بعد فشلهما في الحصول على الجنسية الأمريكية، وقد كانت تبلغ ديان من العمر في ذلك الوقت أربعة عشر سنة. أصبحت غيريرو منذ ذلك الحين من المُدافعين بشدة عن ضرورة إصلاح قوانين الهجرة [الإنجليزية] في الولايات المُتحدة.
نشأت غيريرو مُتنقلة بين حيي جامايكا بلاين [الإنجليزية] وروكسبيري [الإنجليزية] في بوسطن، وقد حظيت بالرعاية من عائلات كولومبية أخرى. التحقت ديان بأكاديمية بوسطن للفنون [الإنجليزية]، التي تُعد مدرسة ثانوية للفنون المسرحية، بغرض دراسة الموسيقى. كان من بين أنشطتها في المدرسة الثانوية الغناء مع مجموعة لموسيقى الجاز، لكنها تابعت لاحقا دراستها الجامعية في مجال العلوم السياسية والاتصالات. كانت وظيفتها الأولى بعد تخرجها من الكلية هي العمل في مكتب مُحاماة.
في سنة 2010، قررت ديان مُمارسة مهنة التمثيل، وقد كانت تبلغ من العمر حينها 24 سنة. ظهرت ديان في نفس السنة في فيديو موسيقي لأغنية أداها أحد مُغنيي الآر أند بي في بوسطن. في سنة 2011، انتقلت إلى مدينة نيويورك ودرست التمثيل في استوديوهات سوزان باتسون، وهُناك التقت بوكيل أعمالها جوش تايلور.

## مسارها الفني
في سنة 2012، أدت غيريرو دور سجينة تُدعى ماريتزا راموس في مُسلسل نتفليكس البرتقالي هو الأسود الجديد. في الموسم الثاني من المُسلسل، كانت ديان جُزءًا من طاقم التمثيل الذين حصلوا على جائزة نقابة مُمثلي الشاشة لأفضل أداء جماعي مُتميز في مُسلسل كوميدي في حفل توزيع جوائز نقابة ممثلي الشاشة الحادي والعشرين [الإنجليزية]. حصل المُسلسل على نفس الجائزة مرة أخرى في كُل من حفل توزيع جوائز نقابة ممثلي الشاشة الثاني والعشرين [الإنجليزية] وحفل توزيع جوائز نقابة ممثلي الشاشة الثالث والعشرين. ظلت غيريرو جزءًا من طاقم تمثيل المُسلسل إلى غاية الموسم الخامس، ثُم عادت بعد ذلك في الموسم الأخير في 2019.
في سنة 2014، أدت غيريرو دور «لينا سانتيلان» في مُسلسل أنتجته ذا سي دبليو حمل عنوان جين العذراء. في فبراير 2015، أدت ديان دور البطولة في حلقة تجريبية لمُسلسل من إنتاج سي بي إس حمل عنوان «سوبر كلايد» (بالإنجليزية: Super Clyde)، لكن هذا المُسلسل لم تُستكمل باقي حلقاته. في سنة 2017، أدت ديان دور «صوفيا» في الموسم الثاني من مُسلسل سوبيريور دوناتس [الإنجليزية]. شاركت ديان غيريرو في عدة أفلام أبرزها «إيموتيكون» و«بيتر وجون» و«هابي يامي تشيكن».
في سنة 2016، أصدرت غيريرو كتابها الذي حمل عُنوان في البلد الذي نحب: عائلتي مقسمة [الإنجليزية]، وهُو عبارة عن كتاب مذكرات سردت فيه قصة احتجاز والديها وترحيلهما إلى كولومبيا عندما كانت تبلغ من العمر أربعة عشر سنة. كتبت غيريرو الكتاب مع ميشيل بورفورد، ونشرته شركة التوزيع هنري هولت وشركاه. أعلنت شبكة سي بي إس عن مشروع مُسلسل دراما مبني على كتاب غيريرو، سيُنتجه فريق مُكون من جيني سنايدر أورمان وبن سيلفرمان وبول سكياروتا، كما ستتكلف سنايدر بدور إخرج حلقات هذا المُسلسل. اقتُرح اسم غيريرو في البداية للعب دور البطولة. في سنة 2017، قررت شبكة سي بي إس إلغاء المشروع، لكن شركة فوكس تبنت هذا المشروع فيم بعد. اعتبارًا من يناير 2018، لم تُطلب أي حلقة تجريبية لهذا المُسلسل.
بعد صدور كتابها «في البلد الذي نحب: عائلتي مقسمة»، أصدرت ديان كتاب مُذكرات آخر مشابه لعملها السابق حمل عُنوان «عائلتي مُقسمة» (بالإنجليزية: My Family Divided)، خصصته للأطفال الأصغر سنًا. كان من الأسباب الرئيسية وراء رغبتها في تخصيص نُسخة من الكتاب لفئة الأطفال، هو رغبتها في تقديم المعلومة والتوجيه المُناسبين للأطفال الذين هُم في مواقف مُماثلة لموقفها الذي عاشته. في مُقابلة لها مع الواشنطن بوست، صرحت ديان «لم أقرأ أي قصة قريبة من قصتي. ليس لدي نقطة مرجعية. شعرت بالوحدة حقًا.»
في يوليو 2018، أدت ديان دور «جين المجنونة» في مُسلسل دووم باترول الذي يندرج ضمن عالم دي سي. بُث المسلسل لأول مرة في عام 2019. قدمت ديان غيريرو كذلك أول موسمين من بودكاست لشركة هيلو سانشاين [الإنجليزية]، حمل عُنوان (بالإنجليزية: How It Is).

## قضية قوانين الهجرة
بعد أن تحدثت علنًا عن مأساة والديها المُهاجرين في مقال لصحيفة لوس أنجلوس تايمز، أصبحت غيريرو من المُدافعين بشدة عن ضرورة إصلاح قوانين الهجرة [الإنجليزية] في الولايات المُتحدة. تطوعت ديان لكي تُصبح سفيرة لمركز الموارد القانونية للهجرة، وتُعد هذه الأخيرة مُنظمة غير ربحية تهدف إلى تثقيف الناس حول القضايا التي يعيشها المُهاجرون. تولت ديان أيضا منصب عُضوة في مجلس إدارة مُنظمة (بالإسبانية: Mi Familia Vote)، والتي تُعد منظمة وطنية غير ربحية تسعى إلى إشراك المُجتمع المدني من أجل تحقيق العدالة الاجتماعية.
في سبتمبر 2015،عينها باراك أوباما كواحدة من السفراء الرئاسيين للمُواطنة والتجنيس. في 24 مايو 2018، كُرمت ديان في حفل جوائز فيليب بيرتون للهجرة والحقوق المدنية لتلك السنة، وذلك عن عملها في مجال قضايا المُهاجرين.

## أعمالها

### الأفلام
| السنة | عُنوان الفيلم بالعربية            | عُنوان الفيلم بالإنجليزية          | الدور                   | مُلاحظات    |
| ----- | -------------------------------- | --------------------------------- | ----------------------- | ---------- |
| 2011  | التفاف                           | Detour                            | أنجيلا                  | فيلم قصير  |
| 2011  | آشلي/أمبر                        | Ashley/Amber                      | آشلي                    | فيلم قصير  |
| 2011  | مهرجان                           | Festival                          | عارضة أزياء             |            |
| 2012  | منصب شاغر                        | Open Vacancy                      | تاتيانا                 |            |
| 2012  | أنقذها العمود                    | Saved by the Pole                 | برانسيس                 | فيلم قصير  |
| 2014  | إيموتيكون                        | Emoticon ;)                       | أماندا نيفينس           |            |
| 2014  | ماي مان إيز أ لوزر               | My Man Is a Loser                 | ماليا                   |            |
| 2015  | الحب يأتي في وقت لاحق            | Love Comes Later                  |                         | فيلم قصير  |
| 2015  | بيتر وجون                        | Peter and John                    | لوسيا                   |            |
| 2016  | هابي يامي تشيكن                  | Happy Yummy Chicken               | شيريل دايفيس            |            |
| 2019  | رابطة العدالة ضد الخمسة القاتلين | Justice League vs. the Fatal Five | جيسيكا كروز (أداء صوتي) | فيلم فيديو |
| 2019  | رجل قاتل                         | Killerman                         | لولا                    |            |
| 2020  | بلاست بيت                        | Blast Beat                        |                         |            |

### المُسلسلات
| السنة           | عُنوان المُسلسل بالعربية     | عُنوان المُسلسل بالإنجليزية | الدور                       | مُلاحظات                                        |
| --------------- | -------------------------- | ------------------------- | --------------------------- | ---------------------------------------------- |
| 2011            |                            | Body of Proof             | سارة غونزاليز               | حلقة: "Buried Secrets"                         |
| 2012            |                            | Are We There Yet?         | ستايسي                      | حلقة واحدة                                     |
| 2013–2017، 2019 | البرتقالي هو الأسود الجديد | Orange Is the New Black   | ماريتزا راموس               | دور متكرر، 57 حلقة                             |
| 2013            | الدماء الزرقاء             | Blue Bloods               | كارمن                       | حلقة: "This Way Out"                           |
| 2013            | بيرسون أوف إنترست          | Person of Interest        | آشلي                        | حلقة: "Liberty"                                |
| 2014            |                            | Taxi Brooklyn             | كارمن لوبيز                 | حلقة: "1.2"                                    |
| 2014–2019       | جين العذراء                | Jane the Virgin           | لينا سانتيلان               | دور متكرر، 24 حلقة                             |
| 2017–2018       |                            | Superior Donuts           | صوفيا                       | دور رئيسي (الموسم الثاني)                      |
| 2018–2019       | إلينا من آفالور            | Elena of Avalor           | فيستيا (أداء صوتي)          | 6 حلقات                                        |
| 2019-2020       |                            | Harvey Girls Forever!     | خوانيتا تيناسين (أداء صوتي) | 3 حلقات                                        |
| 2019–حاليا      | دوم باترول                 | Doom Patrol               | جين المجنونة                | دور رئيسي، 24 حلقة                             |
| 2020            | أساطير الغد                | Legends of Tomorrow       | جين المجنونة                | دور فيديو، "Crisis on Infinite Earths, Part 5" |
| 2020            | برنامج إيريك أندريه        | The Eric Andre Show       | هي نفسها                    | حلقة: "Lizzo Up"                               |

## روابط خارجية
- ديان غيريرو على موقع IMDb (الإنجليزية)
- ديان غيريرو على موقع روتن توميتوز (الإنجليزية)
- ديان غيريرو على موقع ألو سيني (الفرنسية)
- ديان غيريرو على موقع ميوزك برينز (الإنجليزية)
- ديان غيريرو على موقع أول موفي (الإنجليزية)
- ديان غيريرو على موقع أول ميوزيك (الإنجليزية)
- ديان غيريرو على موقع ديسكوغز (الإنجليزية)
- ديان غيريرو على موقع قاعدة بيانات الفيلم (الإنجليزية)
- ديان غيريرو على موقع كينوبويسك (الروسية)

- Diane Guerrero في قاعدة بيانات الأفلام على الإنترنت
- ديان غيريرو نسخة محفوظة 17 نوفمبر 2018 على موقع واي باك مشين. على تي في دوت كوم